# ريتشارد كاتون
ريتشارد كاتون (1842، برادفورد-1926) من ليفربول، إنجلترا، طبيب وعالم فيزيولوجي بريطاني ورئيس مجلس مدينة ليفربول كان له دور حيوي في اكتشاف الطبيعة الكهربائية للدماغ ووضع الأساس لهانز برجر لاكتشاف نشاط موجة ألفا في الدماغ البشري.